# 롤란도 블랙번
롤란도 만리케 블랙번 오르테가(스페인어: Rolando Manrique Blackburn Ortega, 1990년 1월 9일 ~ )는 파나마의 축구 선수로, 포지션은 스트라이커다. 현재 볼리비아 프리메라 디비시온의 더 스트롱기스트에서 활약하고 있다.